# Музей Хорхе Рандо
Музей Хорхе Рандо є першим музеєм експресіонізму в Малазі, Андалузія, Іспанія. Присвячений художнику Хорхе Рандо. Тут зібрані його роботи, а також в музеї  [Архівовано 14 березня 2018 у Wayback Machine.] проводяться виставки народних і зарубіжних митців , які займаються творчістю експресіонізму. Офіційно музей був відкритий 28 травня 2014 року. .

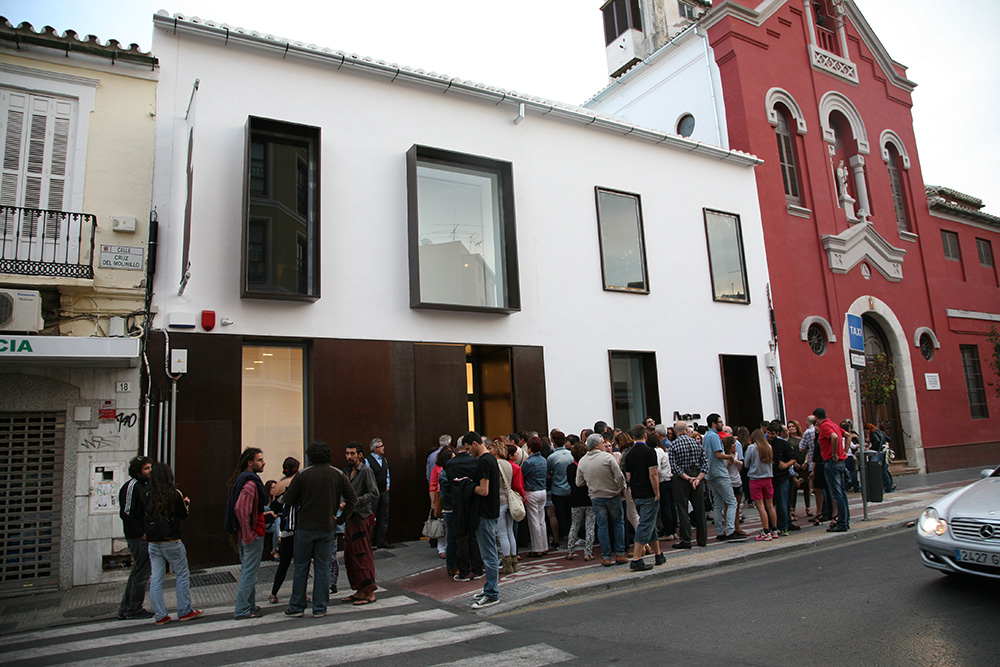
Фасад музею Хорхе Рандо

## Музей
Місія музею зосереджена на вивченні і розповсюдженні робіт Хорхе Рандо, а також на дослідженні поетики експресіонізму . Експресіонізм — це художній напрямок, який вважається переворотною зміною в сучасній західній культурі XIX століття до наших днів. В пріоритеті експресіонізму є вивчення і представлення різних видів мистецтва: живопис, скульптура, архітектура, філософія, література, кіно або музика.
Музей відображає мистецтво Хорхе Рандо, створюючи культурну філософію переплетену з його роздумами. За допомогою креда: «двері завжди відкриті… щоб люди входили, а музей виходив» цей музей перетворився в живий організм, який трактує мистецтво з духовної і гуманістичної перспективи.

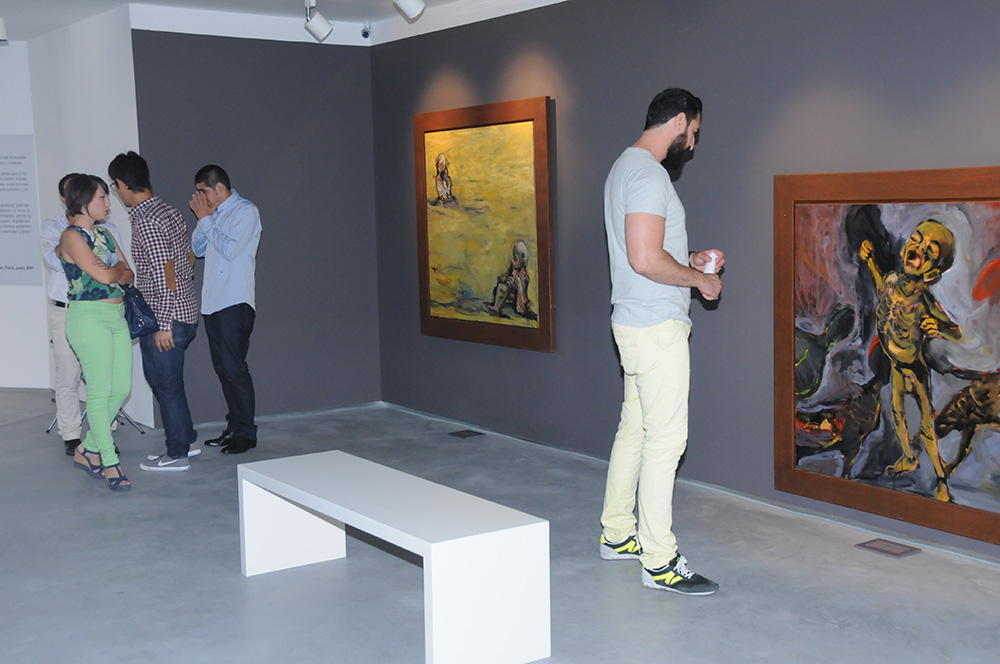
Зала № 4 музею Хорхе Рандо

Вхід, екскурсія в музеї та різного роду заходи безкоштовні.

## Виставки

### Роботи Хорхе Рандо
В залах можна побачити роботи Хорхе Рандо, які знаходяться в постійному русі, демонструючи різні тематичні цикли життя митця, що супроводжує виставкові роботи..

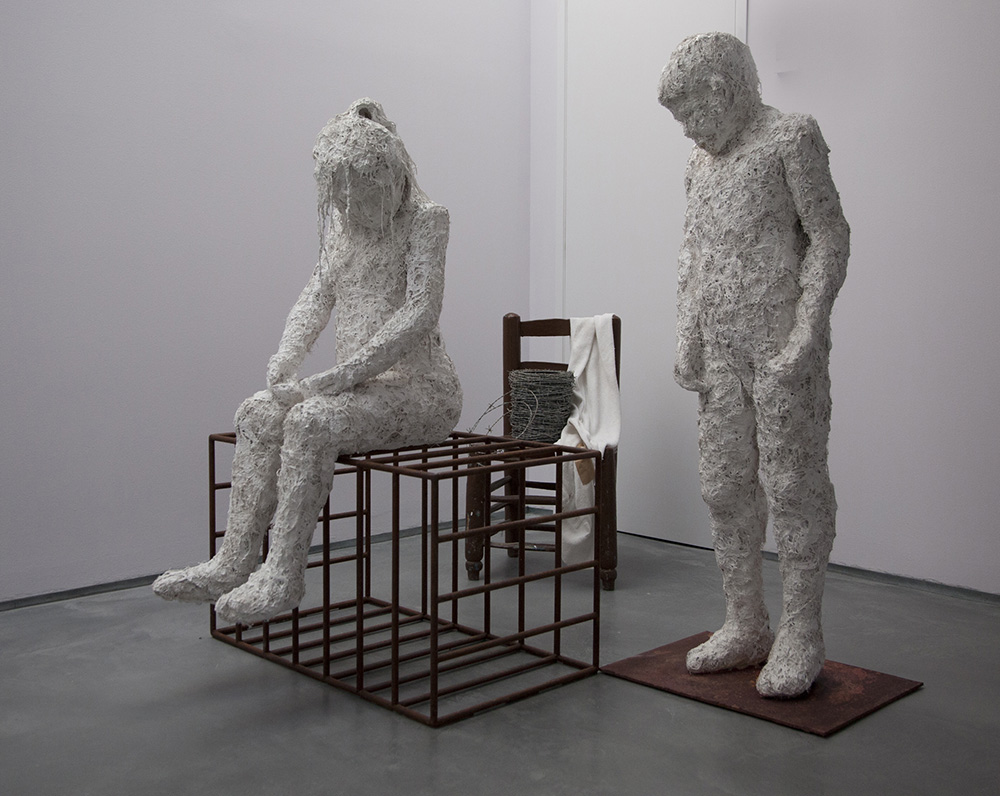
Скульптура під назвою «Діти» з циклу «Проституція»

### Тимчасові виставки
На тимчасивих виставках демонстровані роботи народних та зарубіжних митців, пов'язаних з експресіонізмом і неоекспресіонізмом. Першого ж року музей прийняв пробу робіт Кете Колльвіц і 14 грудня 2014 року відкрилася перша експозиція німецького скульптора Ернста Бархала в Іспанії.

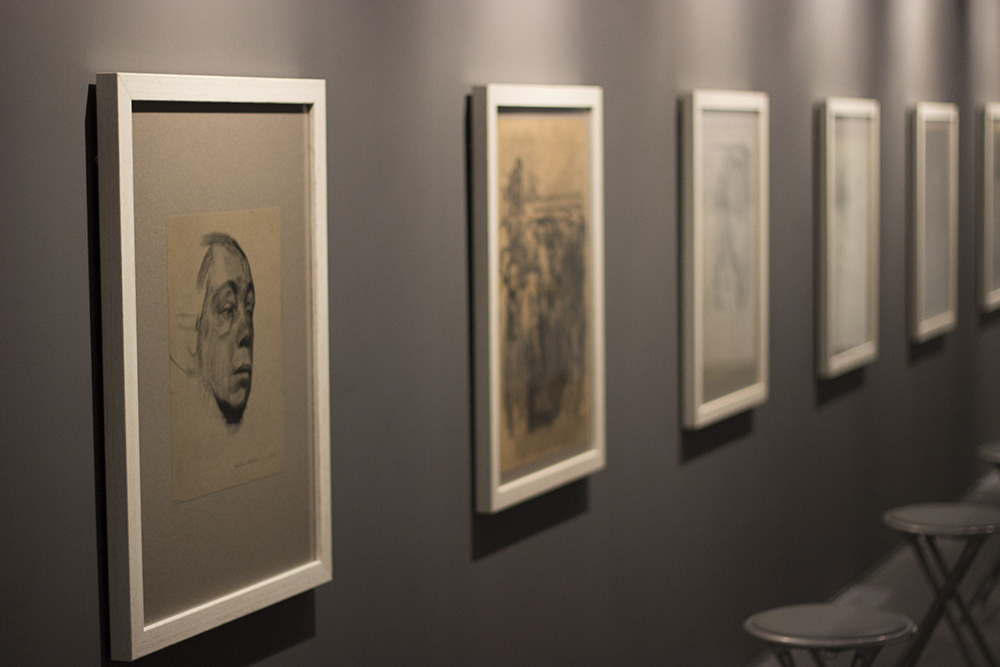
Тимчасова виставка робіт Кете Кальвіц

## Зала мистецтва
Цей музей є залою мистецтва( La Sala De Estar del Arte). Протягом цілого року проходять презентації різних мистецьких дисциплін. El color del sonido(Колір звуку) - це цикл присвячений музиці. Світло і тіні - презентація фільмів та бесід. „El Gabinet“ - цикл пов'язаний з літературою і театром. Мистецтво - цикл, в якому проводяться обговорювання на тему мистецтва і мистецькі зустрічі. Цикл „Що відбувається?“, який координує відділ ЮНЕСКО Університету Малаги.

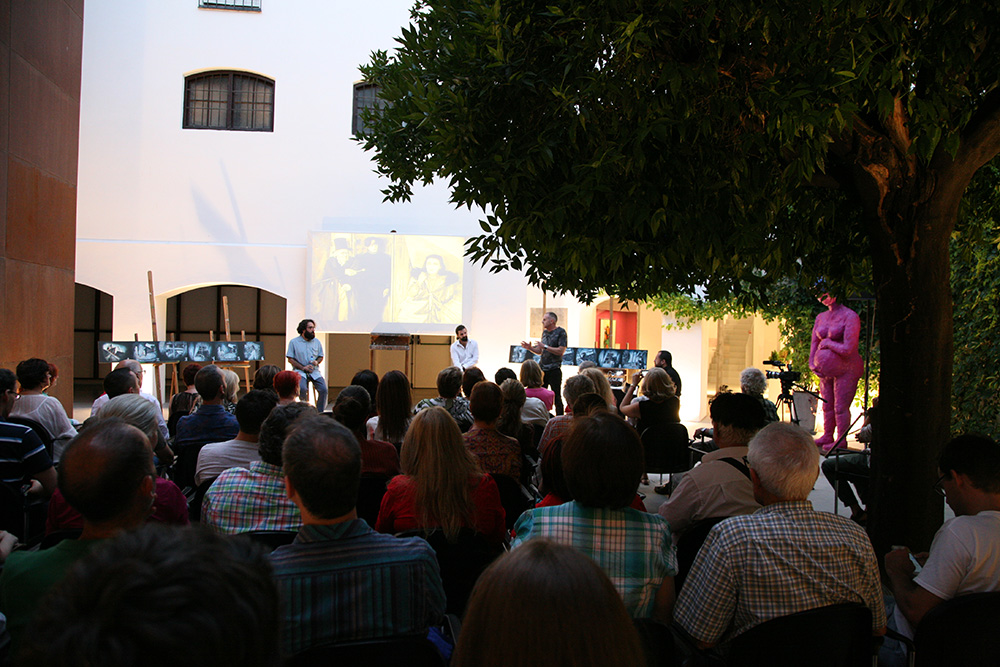
Зображення з циклу фільмів «Світло и тіні

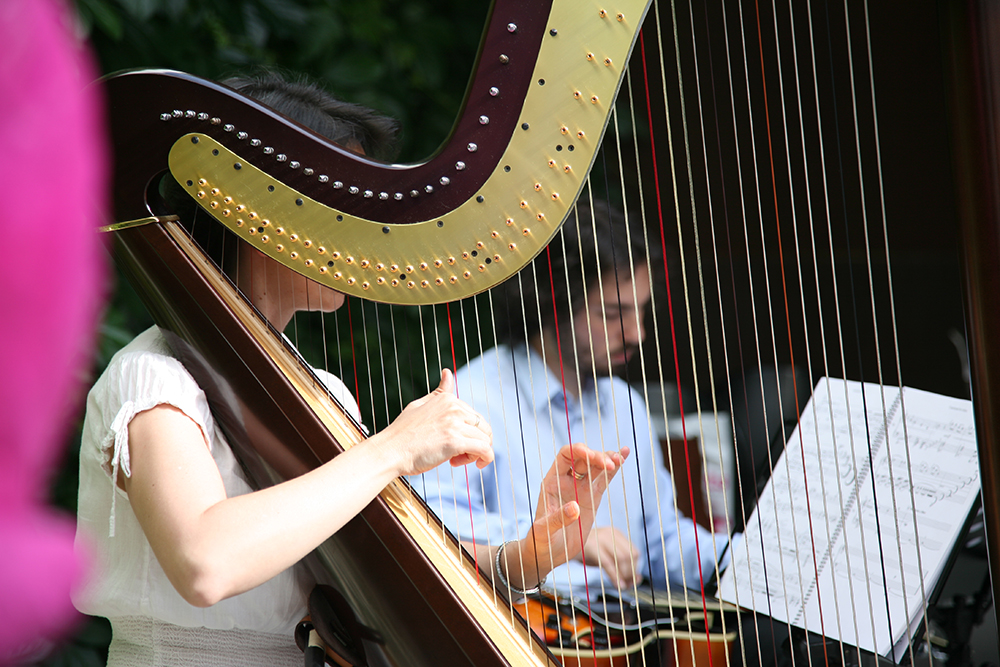
Цикл музики «Колір звуку»

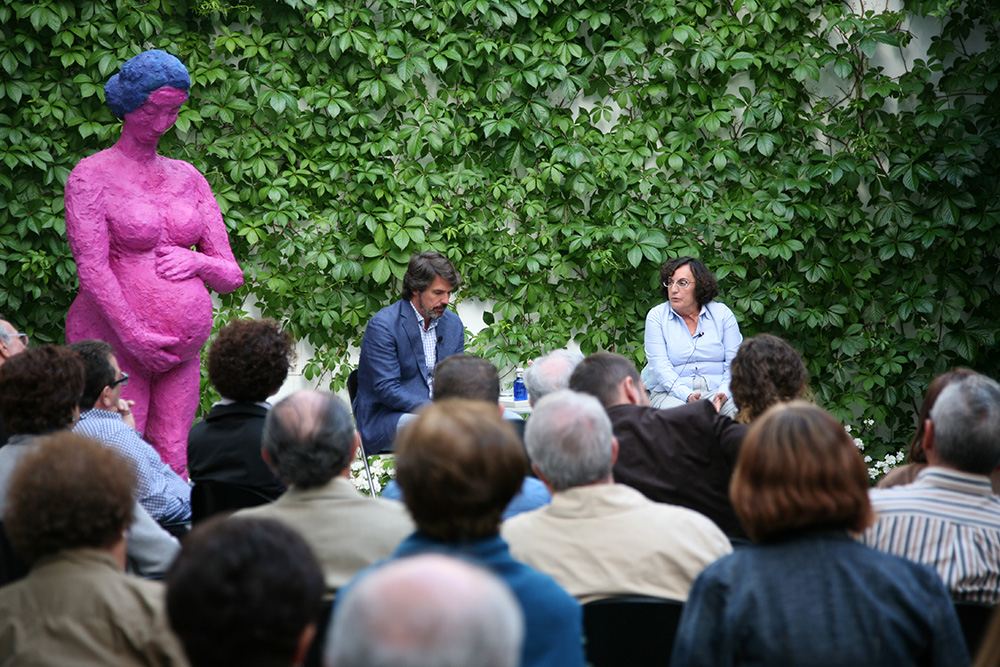
«Що відбувається» цикл бесід на сучасні теми

## Відвідування і навчання
Музей пропонує екскурсії без резервації, при мінімальній кількості людей. Сюди часто приходять історики мистецтва, які прагнуть поділитись враженнями.

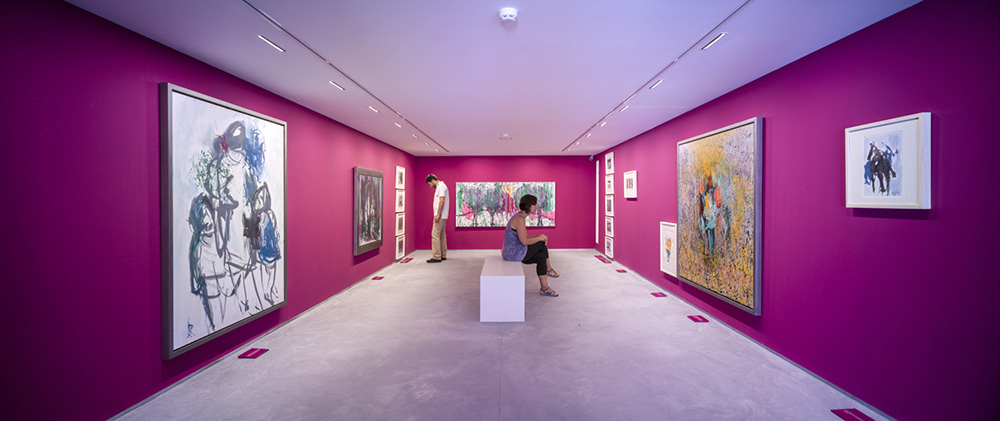
Зала № 3 музею Хорхе Рандо

Також проводяться персональні екскурсії колективам і групам з особливими потребами і навчальні програми, зближуючи відвідувача з експресіонізмом і неоекспресіонізмом. Також учням пропонується генеральна панорама сучасного мистецтва, майстерня і конференцзала.

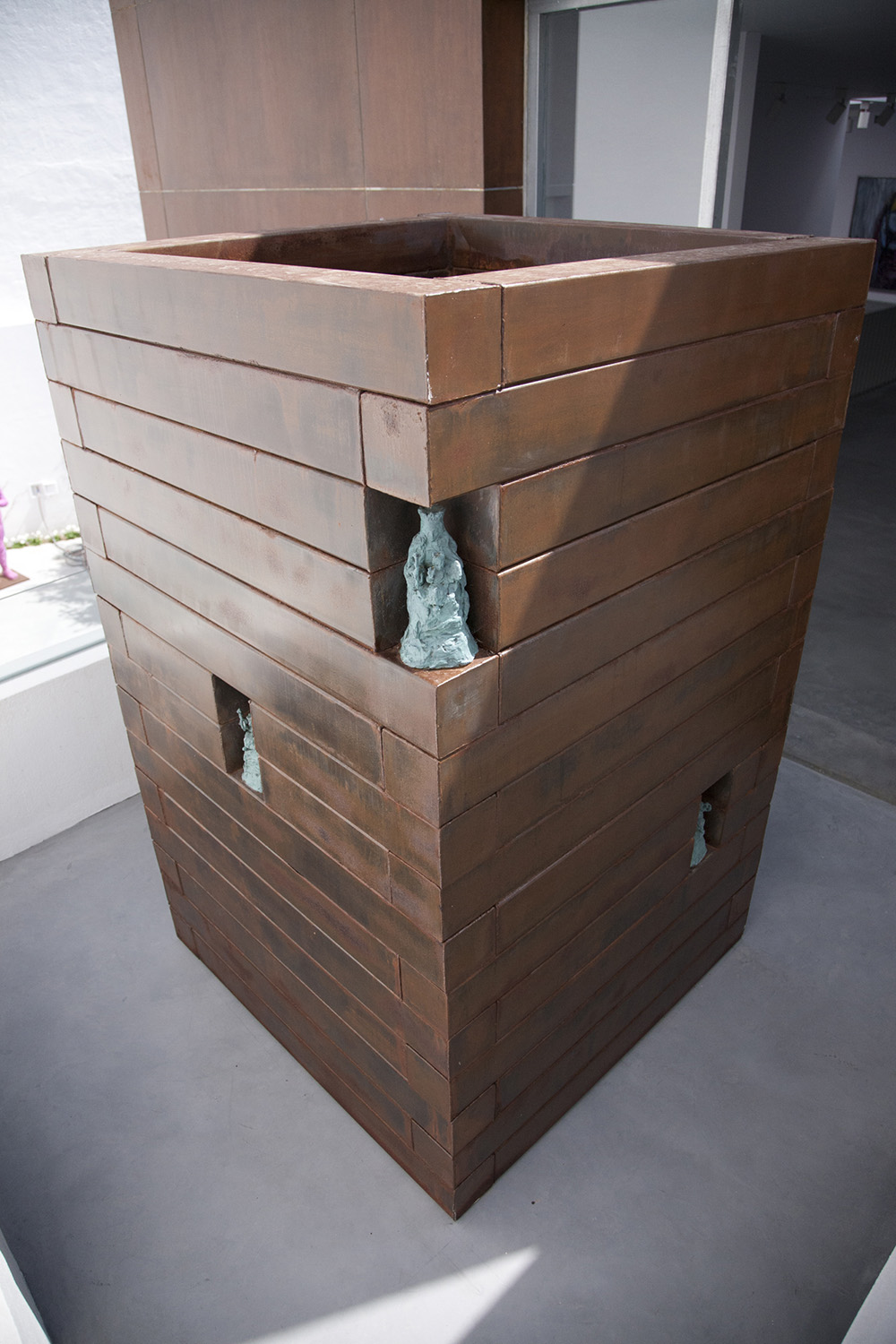
Скульптура з шістьмома капеллами в честь Святої Вікторії

## Будинок
Музей Хорхе Рандо знаходиться біля монастиря Мерседарії на вулиці Kruz del Molinio в Малазі. Будівля побудована згідно дизайну архітектора Дона Мануеля Рівера Валентина (1878) і вважається емблематичним будинком. На внутрішньому дворику знаходиться цікавий екземпляр мандаринового дерева, посадженого майже 140 років тому засновником монастиря.
Роботи перетворення частини монастиря в музей почались за рахунок мерії Малаги в 2011 році та закінчились на весні 2014 року архітектором Дон Хосе Антоніо Гонгалез Варгаз. Твердість мистецтва експресіонізму не могла знайти кращого місця для свого розташування, ніж ця духовна місцевість.

## Інсталяція
Музей Хорхе Рандо поєднує в своїй конструкції стару цеглу монастиря і нові іновації бетону та плавленого металу. В цій синергії змішуються духовність і спокій з твердістю експресіонізму. В музеї знаходиться чотири зали з натуральним освітленням, які є одним із символів конструкції. Також в музеї розташована бібліотека, внутрішній дворик і майстерня. Майстерня присвячена для творчого живопису. Тут можна творити і обмінюватись поглядами на тему культури і мистецтва.

## Управління
Управління, адміністрація і всі заняття музею( виставки, конференції пов'язані з мистецтвом і естетикою експресіонізму, гуртки і семінари) знаходяться під опікою фонду Хорхе Рандо.

## Інші зображення музею Хорхе Рандо

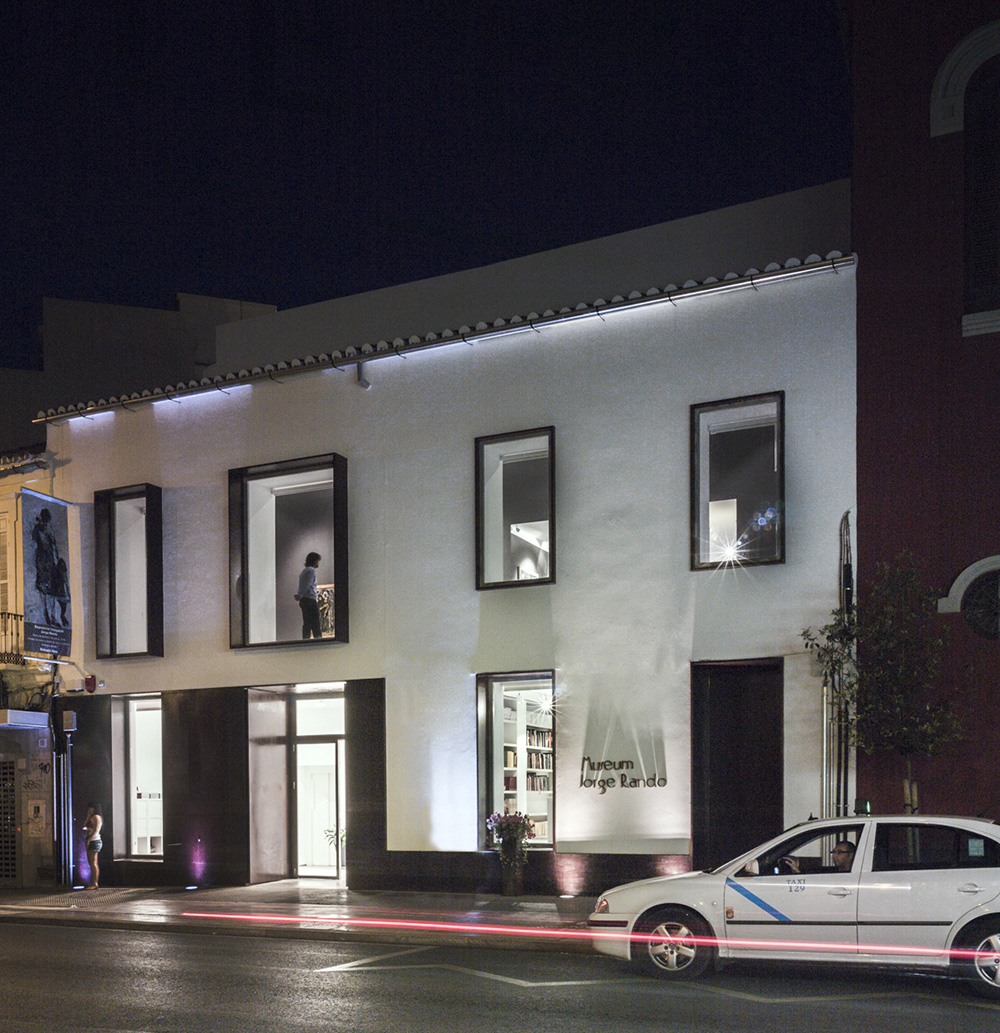
Нічна Фотографія фасаду.
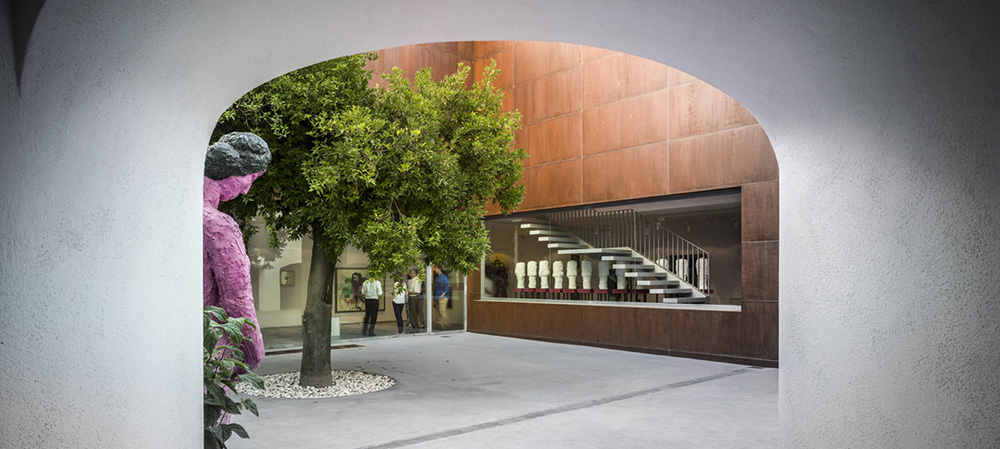
Зображення внутрішнього дворику.
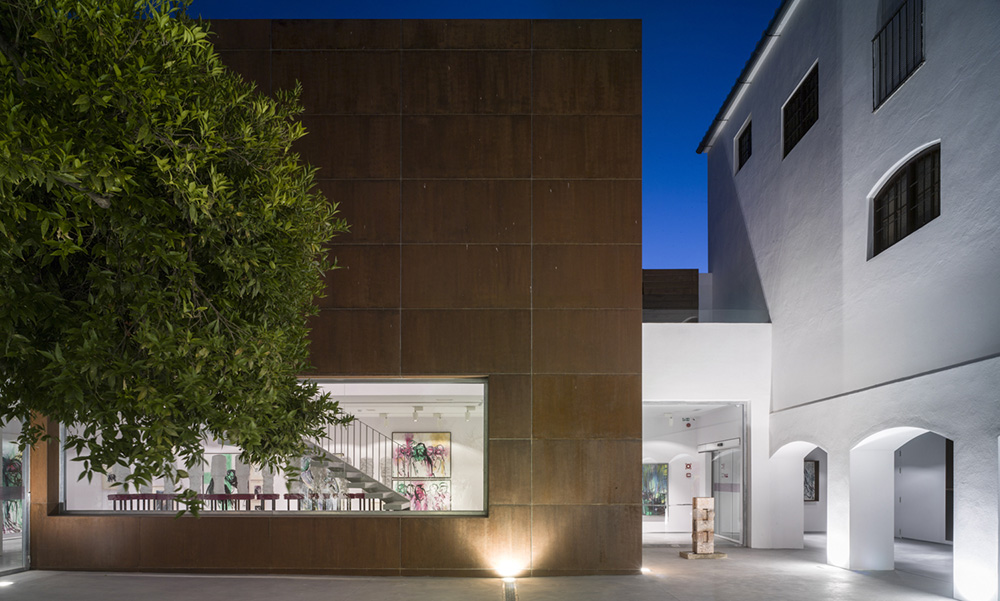
Внутрішній дворик вночі.
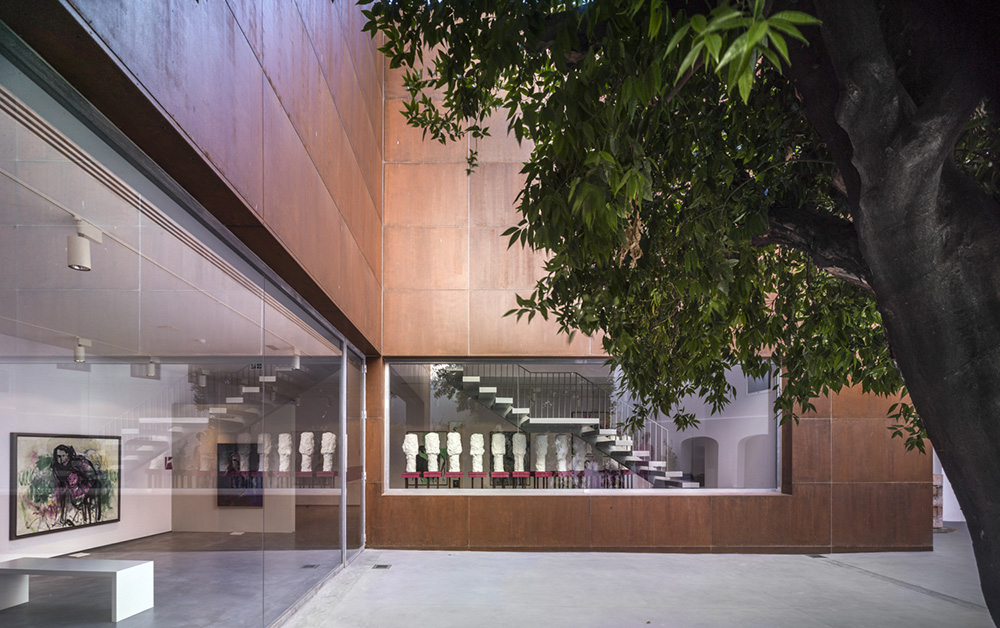
Внутрішній вид зали №2.
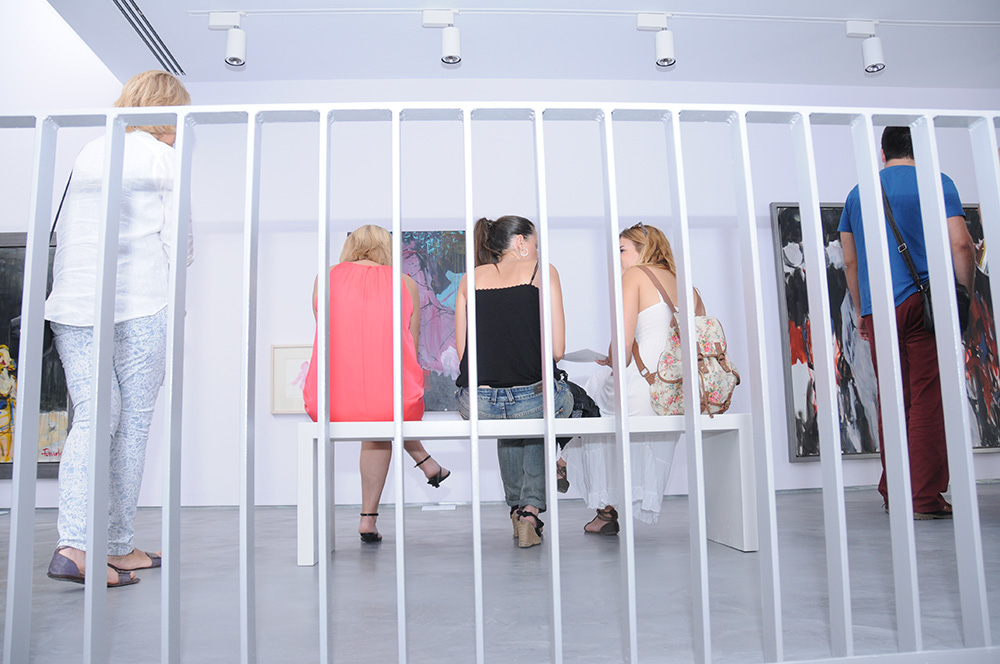
Зображення зали №1.
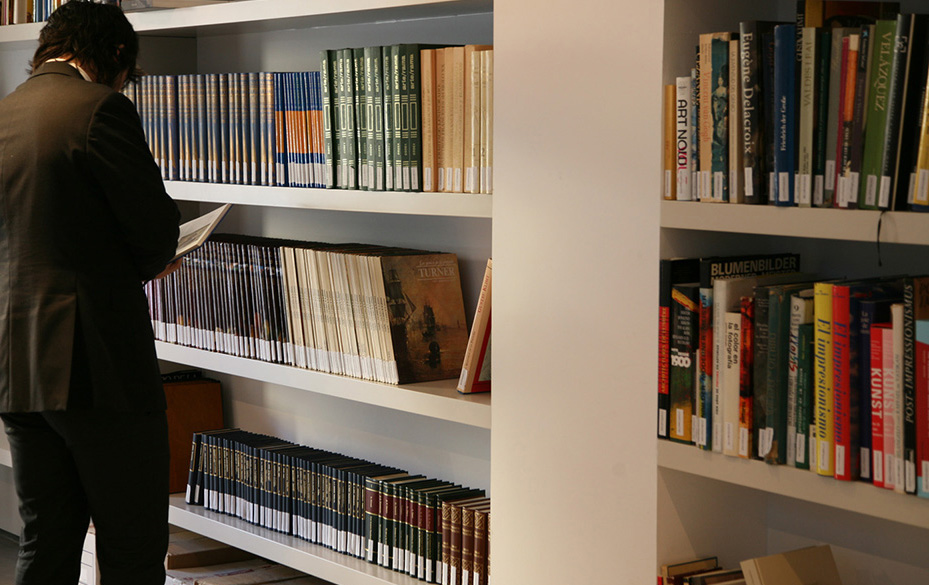
Бібліотека.
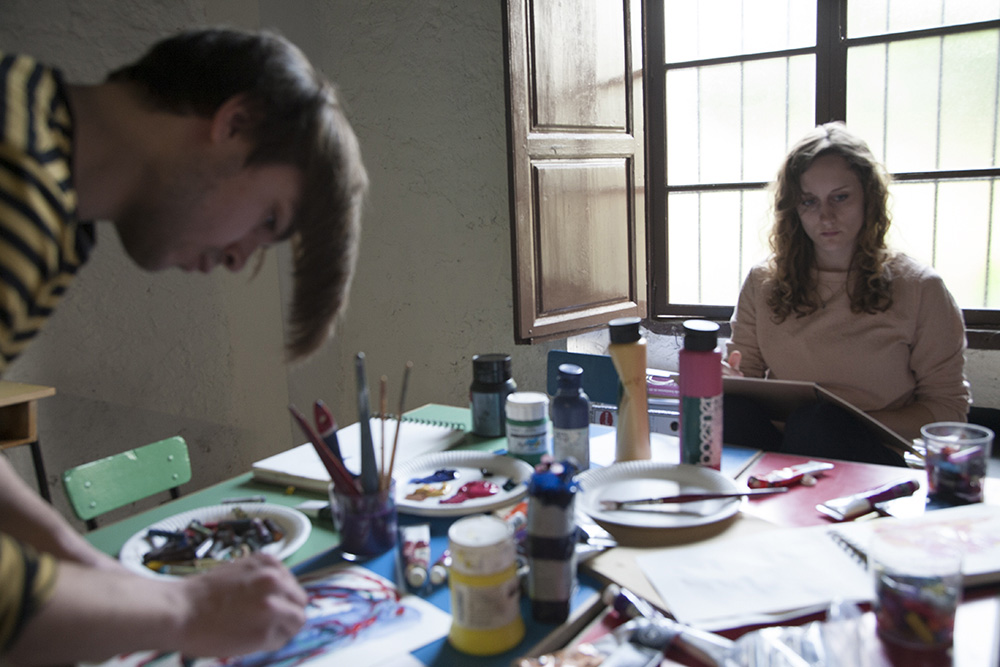
Майстерня